# MRF Racing
MRF Racing és la secció de competició automobilística del fabricant indi de pneumàtics MRF. La seva principal secció és la que competeix en ral·li, si bé també compta amb equip de Fórmula 3, motocròs i karting.

## Trajectòria en ral·lis
MRF comença a competir dins del Campionat de l'Índia de Ral·lis i del Campionat de Ral·lis Àsia-Pacífic, certamen que han guanyat l'any 2003 amb Armin Kremer, l'any 2005 amb Jussi Välimäki, l'any 2010 amb Katsuhiko Taguchi, l'any 2012 amb Chris Atkinson, els anys 2013, 2016 i 2017 amb Gaurav Gill, l'any 2014 amb Jan Kopecký i l'any 2015 amb Pontus Tidemand. Habitualment solen competir amb vehicles del fabricant txec Škoda.
A partir de l'any 2020 l'equip dona el salt al Campionat d'Europa de Ral·lis amb el pilot Craig Breen i Hyundai, finalitzant la temporada en setena posició, molt per darrere de les expectatives. Posteriorment, la temporada 2021 es torna a iniciar amb Breen com a pilot, si bé aquest acabarà substituït per altres pilots com Dani Sordo, Jari Huttunen o Nil Solans.
L'any 2022, MRF passa a competir amb el fabricant Škoda i fitxen com a pilot a Efrén Llarena amb la seva copilot Sara Fernández, aconseguint l'equip la seva primera victòria al Campionat d'Europa al imposar-se al Ral·li de les Açores i alçant-se finalment amb el títol del Campionat d'Europa de Ral·lis.

## Pilots destacats
- Gaurav Gill
- Jan Kopecký
- Armin Kremer
- Efrén Llarena
- Dani Sordo
- Pontus Tidemand

## Palmarés destacat
- 1 Campionat d'Europa de Ral·lis: 2022
- 9 Campionat de Ral·lis Àsia-Pacífic: 2003, 2005, 2010, 2012, 2013, 2014, 2015, 2016 i 2017